# Xã Tabor, Quận Polk, Minnesota
Xã Tabor (tiếng Anh: Tabor Township) là một xã thuộc quận Polk, tiểu bang Minnesota, Hoa Kỳ. Năm 2010, dân số của xã này là 113 người.